# Бус-Обо
Бус-Обо (монг. Бүс овоо) — вулкан, располагающийся в аймаке Хэнтий, Монголия.
Бус-Обо — шлаковый конус, высотой 1162 метра. Находится в 190 километрах к юго-востоку от Улан-Батора. Конус сложен базальтами, верхняя часть конуса тёмного цвета. Вулканическая деятельность происходила в позднем плейстоцене и голоцене. В 8 километрах к северо-западу от вулкана раскинулись озёра Аврага и Тосон, возле которых расположены санатории.